# Clayton West
Clayton West – wieś w Anglii, w hrabstwie ceremonialnym West Yorkshire, w dystrykcie metropolitalnym Kirklees. Leży 24 km na południe od miasta Leeds i 253 km na północny zachód od Londynu.